# Сурвіли
Сурвіли (біл. вёска Сурвілы) — село в складі Мядельського району Мінської області, Білорусь. Село підпорядковане Сирмезькій сільській раді, розташоване в північній частині області.